# Lunataspis
Lunataspis — викопний рід мечохвостів, що існував наприкінці ордовицького періоду (445 млн років тому). Викопні рештки тварини знайдені у Канаді.

## Опис
Ця тварина була віддалено схожа на сучасних мечохвостів, але мала деякі відмінні характеристики. Lunataspis характеризувався злиттям тергітів опістосоми в два склерити ; була велика мезома , що складається з шести-семи зрощених сегментів, за якою слідувала вузька метасома з трьох зменшених сегментів. Lunataspis також мав великий просомальний щит у формі півмісяця з двома складними очами, розташованими збоку, які підтримувалися двома невеликими офтальмологічними виступами по обидва боки від нижньої частки серця. Хвіст (тельсон) мав кілеподібну та ланцетоподібну форму.

## Види
- L. aurora Rudkin, Young & Nowlan, 2008. Рештки знайдено у 2005 році у лагерштетті формації Стоні-Маунтін в провінції Манітоба. Видова назва aurora латиною означає «світанок» і також є епонімом римської богині світанку.
- L. borealis Lamsdell et. до 2022 року. Три зразки знайдено у відкладеннях формації Галл-Рівер у місті Кінгстон провінція Онтаріо. Назва виду перекладається як «північний».[4]